# Quercus albocincta
Quercus albocincta är en bokväxtart som beskrevs av William Trelease. Quercus albocincta ingår i släktet ekar och familjen bokväxter. Inga underarter finns listade.
Quercus albocincta når ibland en höjd av 15 meter och stammen har i brösthöjd ofta en diameter av 20 till 50 cm.
Arten förekommer främst i västra Mexiko i delstaterna Sonora, Durango, Chihuahua och Sinaloa. Den växer i kulliga områden och i bergstrakter mellan 800 och 1800 meter över havet.
Denna ek blommar mellan februari och maj. Artens ekollon är mellan juni och oktober mogna. Troligtvis utvecklas inte varje år ekollon. Trädets ekollon är ätliga men de ingår inte i regionens matlagning.
Hela populationen anses vara stor och stabil. IUCN listar arten som livskraftig (LC).